# 白氏綠鸚嘴魚
白氏綠鸚嘴魚，為輻鰭魚綱鱸形目隆頭魚亞目鸚哥魚科的其中一種，分布於西太平洋區，包括越南、菲律賓、澳洲、印尼、萬那杜、馬紹爾群島、帛琉、密克羅尼西亞、索羅門群島等海域，棲息深度1-15公尺，體長可達49公分，棲息在沿海珊瑚礁海域，以藻類為食，可做為食用魚及觀賞魚。